# Essonne (řeka)
Essonne je francouzská řeka, levý přítok Seiny. Protéká departementy Loiret, Seine-et-Marne a Essonne.

## Průběh toku
Vzniká ve městě La Neuville-sur-Essonne soutokem řek Œuf a Rimarde. Jejím největším přítokem je Juine.

## Obce na řece
- Mareau-aux-Bois
- Pithiviers
- Augerville-la-Rivière
- Malesherbes
- Maisse
- Boutigny-sur-Essonne
- La Ferté-Alais
- Ballancourt-sur-Essonne
- Mennecy
- Ormoy
- Villabé
- Corbeil-Essonnes